# Janetiella ulmii
Janetiella ulmii är en tvåvingeart som först beskrevs av Beutenmuller 1907.  Janetiella ulmii ingår i släktet Janetiella och familjen gallmyggor.
Artens utbredningsområde är Ontario. Inga underarter finns listade i Catalogue of Life.